# Miquel Rosselló del Rosal
Miquel Rosselló del Rosal (Marratxí, 1950) és un polític mallorquí d'Iniciativa-Verds i abans d'Esquerra Unida de les Illes Balears.

## Biografia
És net del general republicà Francisco del Rosal Rico. Va ser seminarista i va viure a Barcelona en els anys setanta, on participà en el moviment antifranquista, de tal manera que fou detingut i torturat per la Brigada Político-Social a la comissaria de Via Laietana i tancat a la presó de Carabanchel.
És administratiu, amb estudis d'Econòmiques i Història. Entre els anys 1995 i 2003 i des de juny del 2011 és regidor de l'ajuntament de Marratxí. Entre 1999 i 2002, fou cap de Gabinet de la Conselleria de Benestar Social i Conseller de Treball des d'octubre de 2002 fins al final de la legislatura (maig de 2003).
De 2003 a 2007 fou diputat del Parlament de les Illes Balears i portaveu parlamentari del Grup Parlamentari Esquerra Unida-Els Verds.
A nivell de partit, fou coordinador d'Esquerra Unida de Mallorca i coordinador general d'Esquerra Unida de les Illes Balears.
La legislatura 2007-2011 fou conseller executiu de Cooperació Local, Funció Pública i Emergències del Consell Insular de Mallorca.

## Obres
- De la foscor a l'esperança (2011)